# جيم لونغ (لاعب كرة قاعدة)
جيم لونغ (بالإنجليزية: Jim Long)‏ هو لاعب كرة قاعدة أمريكي، ولد في 15 نوفمبر 1862 في لويفيل في الولايات المتحدة، وتوفي بنفس المكان في 12 ديسمبر 1932.

## وصلات خارجية
- جيم لونغ على موقعبيزبول رفرنس.كوم (الدوري الرئيسي) (الإنجليزية)
- جيم لونغ على موقعبيزبول رفرنس.كوم (الدوري الثانوي) (الإنجليزية)